# Амар
Амар (фр. Hamars) насеље је и општина у северној Француској у региону Доња Нормандија, у департману Калвадос која припада префектури Кан.
По подацима из 2011. године у општини је живело 439 становника, а густина насељености је износила 46,5 становника/km². Општина се простире на површини од 9,44 km². Налази се на средњој надморској висини од 252 метара (максималној 272 m, а минималној 67 m).

## Демографија
| 1962. | 1968. | 1975. | 1982. | 1990. | 1999. | 2011. |
| ----- | ----- | ----- | ----- | ----- | ----- | ----- |
| 190   | 232   | 231   | 346   | 343   | 390   | 439   |

График промене броја становника у току последњих година